# Reggie Cannon
Reginald Jacob „Reggie” Cannon (ur. 11 czerwca 1998 w Chicago) – amerykański piłkarz występujący na pozycji prawego obrońcy w amerykańskim klubie Coloorado Rapids oraz w reprezentacji Stanów Zjednoczonych.

## Kariera klubowa

### FC Dallas
1 lipca 2014 dołączył do akademii FC Dallas. 22 grudnia 2016 został przesunięty do pierwszego zespołu. Zadebiutował 15 czerwca 2017 w meczu U.S. Open Cup przeciwko FC Tulsa (2:1). W Major League Soccer zadebiutował 3 września 2017 w meczu przeciwko New York Red Bulls (2:2). 22 lutego 2018 zadebiutował w Lidze Mistrzów CONCACAF w meczu przeciwko Tauro FC (1:0). Pierwszą bramkę zdobył 19 maja 2018 w meczu ligowym przeciwko Vancouver Whitecaps FC (2:2).

### Boavista FC
9 września 2020 podpisał kontrakt z portugalskim klubem Boavista FC. Zadebiutował 19 września 2020 w meczu Primeira Liga przeciwko CD Nacional (3:3).

## Kariera reprezentacyjna

### Stany Zjednoczone
W 2018 roku otrzymał powołanie do reprezentacji Stanów Zjednoczonych. Zadebiutował 16 października 2018 w meczu towarzyskim przeciwko reprezentacji Peru (1:1). 7 lipca 2019 wystąpił w finale Złotego Pucharu CONCACAF 2019, w którym jego reprezentacja przegrała z reprezentacją Meksyku (0:1) i zdobyła srebrny medal.

## Statystyki

### Klubowe
(aktualne na dzień 10 stycznia 2021)
| Klub               | Sezon              | Liga                | Liga  | Liga   | Puchar kraju | Puchar kraju | CONCACAF | CONCACAF | Suma  | Suma   |
| Klub               | Sezon              | Liga                | Mecze | Bramki | Mecze        | Bramki       | Mecze    | Bramki   | Mecze | Bramki |
| ------------------ | ------------------ | ------------------- | ----- | ------ | ------------ | ------------ | -------- | -------- | ----- | ------ |
| FC Dallas          | 2017               | Major League Soccer | 1     | 0      | 2            | 0            | 0        | 0        | 3     | 0      |
| FC Dallas          | 2018               | Major League Soccer | 34    | 1      | 2            | 0            | 2        | 0        | 38    | 1      |
| FC Dallas          | 2019               | Major League Soccer | 29    | 2      | 0            | 0            | –        | –        | 29    | 2      |
| FC Dallas          | 2020               | Major League Soccer | 5     | 0      | –            | –            | –        | –        | 5     | 0      |
| FC Dallas          | Ogólnie            | Ogólnie             | 69    | 3      | 4            | 0            | 2        | 0        | 75    | 3      |
| Boavista FC        | 2020/21            | Primeira Liga       | 13    | 0      | 2            | 0            | –        | –        | 15    | 0      |
| Boavista FC        | Ogólnie            | Ogólnie             | 13    | 0      | 2            | 0            | 0        | 0        | 15    | 0      |
| Ogólnie w karierze | Ogólnie w karierze | Ogólnie w karierze  | 82    | 3      | 6            | 0            | 2        | 0        | 90    | 3      |

### Reprezentacyjne
(aktualne na dzień 10 stycznia 2021)
| Reprezentacja     | Rok     | Mecze | Bramki |
| ----------------- | ------- | ----- | ------ |
| Stany Zjednoczone |         |       |        |
| 2018              | 2       | 0     |        |
| 2019              | 8       | 0     |        |
| 2020              | 3       | 0     |        |
| Ogólnie           | Ogólnie | 13    | 0      |

| Mecze i gole w reprezentacji | Mecze i gole w reprezentacji | Mecze i gole w reprezentacji | Mecze i gole w reprezentacji | Mecze i gole w reprezentacji | Mecze i gole w reprezentacji | Mecze i gole w reprezentacji | Mecze i gole w reprezentacji    |
| Lp.                          | Data                         | Miejsce                      | Gospodarz                    | Gość                         | Wynik                        | Gol                          | Rozgrywki                       |
| ---------------------------- | ---------------------------- | ---------------------------- | ---------------------------- | ---------------------------- | ---------------------------- | ---------------------------- | ------------------------------- |
| 1.                           | 16.10.2018                   | East Hartford                | Stany Zjednoczone            | Peru                         | 1:1                          |                              | Mecz towarzyski                 |
| 2.                           | 20.11.2018                   | Genk                         | Włochy                       | Stany Zjednoczone            | 1:0                          |                              | Mecz towarzyski                 |
| 3.                           | 22.06.2019                   | Cleveland                    | Stany Zjednoczone            | Trynidad i Tobago            | 6:0                          |                              | Złoty Puchar CONCACAF 2019      |
| 4.                           | 26.06.2019                   | Kansas City                  | Stany Zjednoczone            | Panama                       | 1:0                          |                              | Złoty Puchar CONCACAF 2019      |
| 5.                           | 03.07.2019                   | Nashville                    | Stany Zjednoczone            | Jamajka                      | 3:1                          |                              | Złoty Puchar CONCACAF 2019      |
| 6.                           | 07.07.2019                   | Chicago                      | Stany Zjednoczone            | Meksyk                       | 0:1                          |                              | Złoty Puchar CONCACAF 2019      |
| 7.                           | 06.09.2019                   | East Rutherford              | Stany Zjednoczone            | Meksyk                       | 0:3                          |                              | Mecz towarzyski                 |
| 8.                           | 10.09.2019                   | Saint Louis                  | Stany Zjednoczone            | Urugwaj                      | 1:1                          |                              | Mecz towarzyski                 |
| 9.                           | 11.10.2019                   | Waszyngton                   | Stany Zjednoczone            | Kuba                         | 7:0                          |                              | Liga Narodów CONCACAF 2019/2020 |
| 10.                          | 19.11.2019                   | George Town                  | Kuba                         | Stany Zjednoczone            | 0:4                          |                              | Liga Narodów CONCACAF 2019/2020 |
| 11.                          | 01.02.2020                   | Carson                       | Stany Zjednoczone            | Kostaryka                    | 1:0                          |                              | Mecz towarzyski                 |
| 12.                          | 12.11.2020                   | Swansea                      | Walia                        | Stany Zjednoczone            | 0:0                          |                              | Mecz towarzyski                 |
| 13.                          | 16.11.2020                   | Wiener Neustadt              | Stany Zjednoczone            | Panama                       | 6:2                          |                              | Mecz towarzyski                 |

## Sukcesy

### Reprezentacyjne
- Złoty Puchar CONCACAF (1×): 2019